# Digitaria killeenii
Digitaria killeenii är en gräsart som beskrevs av Vega och Sulma Zulma E. Rúgolo de Agrasar. Digitaria killeenii ingår i släktet fingerhirser, och familjen gräs. Inga underarter finns listade i Catalogue of Life.